# Viodos-Abense-de-Bas
Viodos-Abense-de-Bas é uma comuna francesa na região administrativa da Nova Aquitânia, no departamento dos Pirenéus Atlânticos. Estende-se por uma área de 12,78 km². Em 2010 a comuna tinha 736 habitantes (densidade: 57,6 hab./km²).